# Mäsäsaari
Mäsäsaari är en ö i Finland. Den ligger i sjön Suolijärvi och i kommunen Rovaniemi i den ekonomiska regionen  Rovaniemi ekonomiska region  och landskapet Lappland, i den norra delen av landet, 700 km norr om huvudstaden Helsingfors. Öns area är 1,4 hektar och dess största längd är 260 meter i nord-sydlig riktning.